# Gil Sanchez
Gil Sanchez o Sanches fue un clérigo y trovador portugués del siglo XIII, pertenece a la primera época de la lírica en gallego-portugués.

## Biografía
Aparece documentado en el Livro de Linhagens como hijo bastardo del rey Sancho I y de Maria Ribeira. Recibió donaciones de Sancho I y figura en su testamento. Fue clérigo, así lo atestigua el Livro de Linhagens en el que se le describe como el clérigo más honrado que hubo en España. Tavani cree que estuvo exiliado en la corte de Alfonso IX de León entre los años 1214 y 1219. A pesar de su condición de clérigo se casó con Maria Garcia de Sousa, hija del trovador Garcia Mendiz d' Eixo. En la corte de su suegro pudo tener contacto con otros trovadores y juglares como Abril Pérez. Falleció el 14 de septiembre de 1236.

## Obra
Tan solo se conserva una cantiga de amor recopilada en el Cancionero de la Biblioteca Nacional de Lisboa.